# Epitrocleïtis
L'epitrocleïtis o colze de golfista és una inflamació de l'epitròclea (prominència òssia que està situada a l'extrem distal a la part interna de l'os de l'húmer) i de la beina tendinosa comuna dels músculs implicats en la flexió dels dits de la mà, la flexió i la pronació del canell (palmar major, palmar menor, flexor superficial dels dits i cubital anterior).